# 唐纳森·罗密欧
唐納森·羅密歐（英語：Donaldson Romeo；1962年—），是一名蒙塞拉特島政治人物，2014年至2019年任蒙塞拉特島總理。
苏弗里耶尔火山在90年代中期爆發後，羅密歐曾成為當地的記者。